# Igor Olshansky
Pour les articles homonymes, voir Olshansky.
(en) Statistiques sur pro-football-reference
Igor Olshansky, né le 3 mai 1982 à Dnipropetrovsk en Ukraine (URSS), est un joueur américain (né ukrainien) de football américain évoluant au poste de defensive end.

## Biographie

### Famille

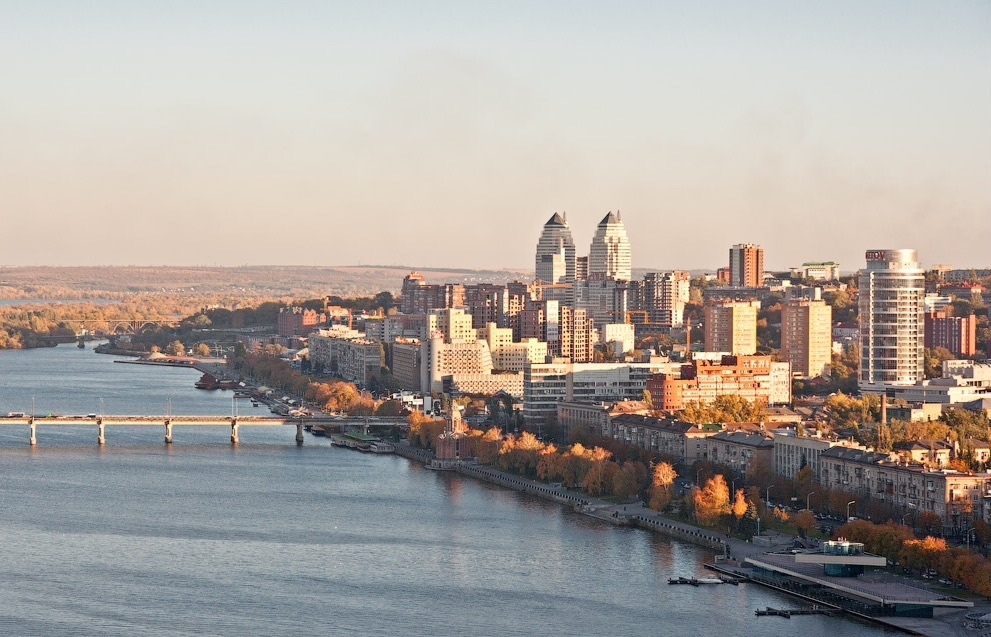
Vue de Dnipropetrovsk.

Igor Olshansky naît dans la ville industrielle de Dnipropetrovsk en Ukraine en Union soviétique.  Son père Yury avait joué au basket-ball pour l'Armée rouge,.  Peu de temps avant la dislocation de l'Union soviétique, sa famille et lui âgé de sept ans déménagent à San Francisco en Californie, en 1989.  
Son grand-père maternel, Abraham Rubshevsky, a combattu pendant la Seconde Guerre mondiale pour l'Armée rouge et a été blessé 11 fois.

### Religion
Olshansky est juif et précise que « c'est qui je suis, ma culture, mes racines »,. Au cours de sa jeunesse, il fréquente l'Académie hébraïque Lisa Kampner à San Francisco, dirigée par le rabbin Pinchos Lipner, une école de jour juive orthodoxe,.
Parmi ses tatouages, deux étoiles de David figurent sur son cou,.

### Formation universitaire et sportive
Il fréquente ensuite le St. Ignatius College Preparatory grâce à une bourse de basket-ball et joue à ce sport pour l'école jusqu'à sa première année, tout en jouant simultanément au basket-ball dans les maccabiades à St. Louis et Milwaukee. Après deux ans, il commence également à jouer au football au cours de sa première année au lycée.
À l'Université de l'Oregon où il s'est spécialisé en psychologie, Olshansky reçoit une mention honorable académique All -Pac-10 lors de sa première année et est choisi pour l' équipe All-Bowl Game de Sports Illustrated, à la fin de la saison. Il est mentionné honorablement All-Pac-10 en deuxième année, la deuxième équipe All-Pac-10 en tant que junior et récipiendaire du trophée Joe Schaffeld en tant que meilleur joueur de ligne défensive des Ducks après ses saisons de deuxième et junior. Il s'emploie à toutes les positions défensives de ligne.
Au cours de sa carrière en Oregon, il réussit de nombreux exploits en 38 matchs,,. Olshansky quitte l'école après sa saison junior, avec un an d'éligibilité restant.

### Carrière professionnelle
À partir de 2004, Igor Olshansky joue dans plusieurs clubs : NFL de Combine, Chargers de San Diego, Cowboys de Dallas et Dolphins de Miami.

### Vie privée

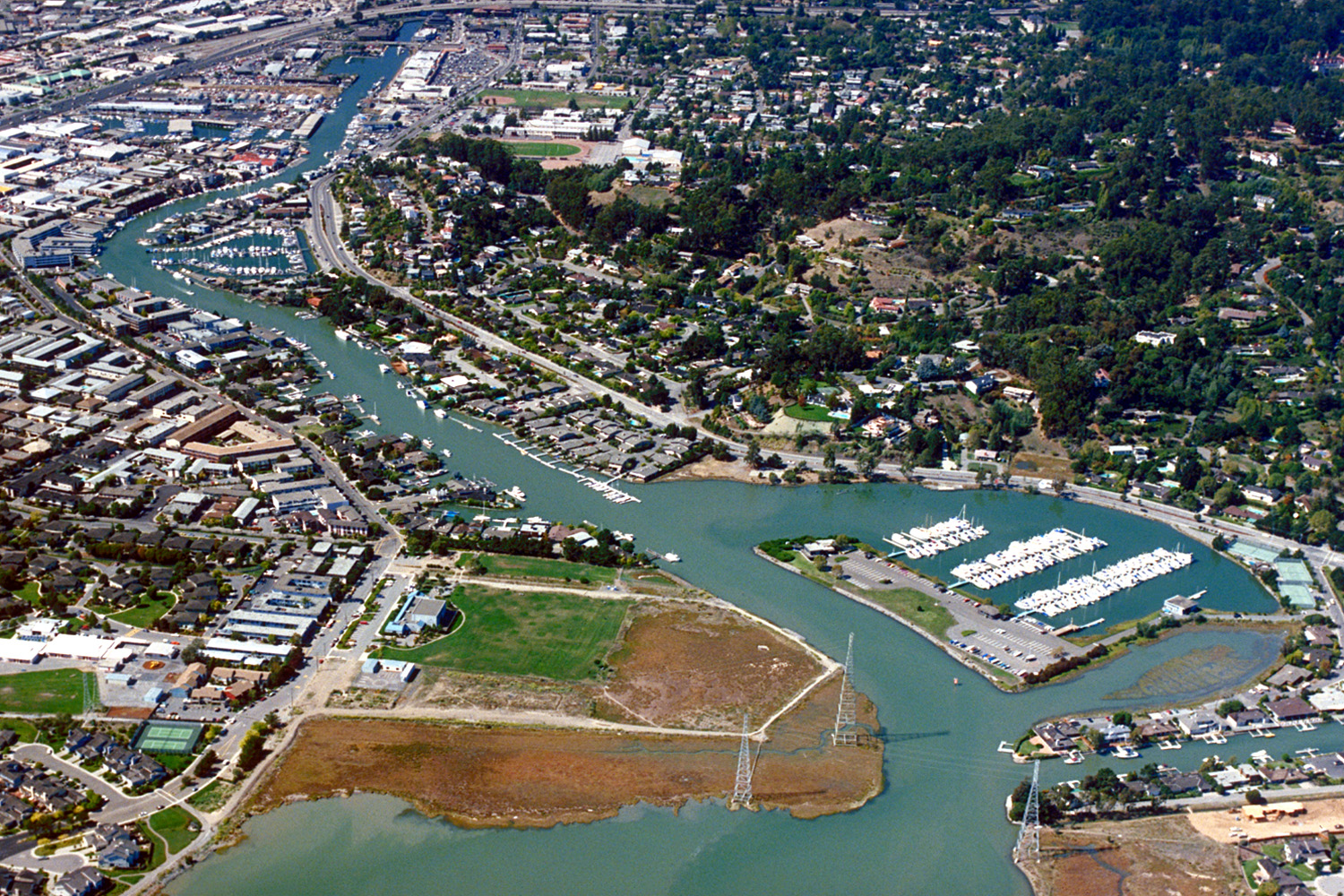
Vue aérienne de San Rafael (Californie)

Igor Olshansky est marié à Liya Rubinshteyn qu'il a rencontrée à la Lisa Kampner Hebrew Academy de San Francisco. Ils vivent à San Rafael en Californie et ont deux fils.
Le 1er décembre 2011, Olshansky est arrêté  pour possession de marijuana, dans le cadre d'une opération d'infiltration qui a entraîné 280 arrestations.